# 五木拉麵
五木拉麵是臺灣的製麵公司，生產各種素麵與麵食調味料，創立於1985年。
與日本的五木食品在臺曾經有商標之爭，但法院認為相似商標最早見於1957年豐月堂的五木子守餅而非原創，駁回五木食品之訴。